# سهره نوک‌قیچی کاسیا
سهرۀ نوک‌قیچی کاسیا یا نوک‌ضربدری تپه‌های جنوب (نام علمی: Loxia sinesciuris) نام یک گونه از سرده نوک‌ضربدری است.